# Vertrag von Wallingford
Der Vertrag von Wallingford von 1153, auch bekannt als Vertrag von Winchester oder Vertrag von Westminster, war eine Vereinbarung zwischen dem englischen König Stephan und seiner Cousine Matilda, mit der der Bürgerkrieg um die Nachfolge Heinrichs I. beendet wurde.
Mit dem Vertrag erkannte Stephan Matildas Sohn Heinrich Plantagenet als Erben an, während Stephan die Krone bis zu seinem Tod behalten sollte.
Stephan hatte in der Nähe von Wallingford Burgen bauen lassen, um Matildas Parteigänger Brian FitzCount anzugreifen, der auf Wallingford Castle saß. Heinrich wiederum griff diese Burgen an, und eine Schlacht zwischen den beiden Seiten wurde erwartet.
In dieser Situation gelang es William d’Aubigny, 1. Earl of Arundel, die Sinnlosigkeit weiteren Kämpfens zu vermitteln. Ein Waffenstillstand wurde vereinbart, der Stephans Sohn Eustach von Boulogne in den Widerstand trieb. Nach Eustachs plötzlichem Tod im August 1153 scheint auf Basis dieses Waffenstillstands im November 1153 in Winchester ein formellerer Vertrag ausgehandelt worden zu sein, der später in Westminster signiert wurde.